# Liste der denkmalgeschützten Objekte in Seitenstetten
Die Liste der denkmalgeschützten Objekte in Seitenstetten enthält die 10 denkmalgeschützten, unbeweglichen Objekte der Marktgemeindes Seitenstetten im niederösterreichischen Bezirk Amstetten.

## Denkmäler
| Foto |                 | Denkmal | Standort                                             | Beschreibung | Metadaten |
| ---- | --------------- | --- | ---------------------------------------------------- | --- | --- |
| ja   | Datei hochladen | Benediktinerstift Seitenstetten HERIS-ID: 31383 Objekt-ID: 28328                                                     | Am Klosterberg 1 Standort KG: Seitenstetten Markt    | Eine barocke Klosteranlage die nach den Plänen von Joseph Munggenast errichtet wurde, wobei ältere Teile aus der Spätromanik bis zur Frühbarockzeit wie die Stiftskirche, der Kreuzgang und die „Ritterkapelle“ miteingebunden sind. | BDA-Hist.: Q385745 Status: Bescheid Stand der BDA-Liste: 2025-06-30 Name: Benediktinerstift Seitenstetten GstNr.: 4/1, 12/19, 1/1, .1 Stift Seitenstetten                                                                 |
| ja   | Datei hochladen | Stiftsanlage Benediktinerstift Seitenstetten samt Konvent- und Hofgarten HERIS-ID: 111860 Objekt-ID: 129874seit 2012 | Am Klosterberg 1 Standort KG: Seitenstetten Markt    | Ein ummauerter tiefrechteckiger Garten, der um 1780 angelegt und von 1993 bis 1996 wieder hergestellt wurde. Darin befinden sich an der Nordostecke eine Johannes-Nepomuk-Kapelle (Lage), ein offener Rundbau aus dem Jahr 1779 mit einer Nepomukstatue (gleichen Datums) und die Turnhalle des Stiftsgymnasiums (Lage), ein nach Plänen von Matthäus Schlager im Jahr 1912 errichteter neobarocker zweigeschoßiger Rechteckbau mit Mansarddach. Anmerkung: Die ehemals bis 2011 einzeln geschützten Objekte mit den IDs 28331 (Hofgarten), 28332 (Kapelle) und 28336 (Turnhalle) sind in diesem Ensemble enthalten. | BDA-Hist.: Q37827162 Status: Bescheid Stand der BDA-Liste: 2025-06-30 Name: Stiftsanlage Benediktinerstift Seitenstetten samt Konvent- und Hofgarten GstNr.: 12/19, 1/1, 36, 37/2, 73, .1, .130 Hofgarten (Seitenstetten) |
| ja   | Datei hochladen | Wohn- und Geschäftshaus HERIS-ID: 31389 Objekt-ID: 28334                                                             | Am Klosterberg 4 Standort KG: Seitenstetten Markt    | | BDA-Hist.: Q37942010 Status: § 2a Stand der BDA-Liste: 2025-06-30 Name: Wohn- und Geschäftshaus GstNr.: .39/2 Wohn- und Geschäftshaus Am Klosterberg 4 Seitenstetten                                                      |
| ja   | Datei hochladen | Gutshof/Meierhof HERIS-ID: 31384 Objekt-ID: 28329                                                                    | Am Klosterberg 5 Standort KG: Seitenstetten Markt    | Ein gewaltiger tiefrechteckiger zweigeschoßiger Vierkanter, der nach einem Entwurfsplan von Mathias Gerl in den Jahren 1769 bis 1775 erbaut und nach Bränden in den Jahren 1836, 1844 und 1852 zeitstilgemäß wieder aufgebaut wurde. | BDA-Hist.: Q37941986 Status: § 2a Stand der BDA-Liste: 2025-06-30 Name: Gutshof/Meierhof GstNr.: 37/2 |
| ja   | Datei hochladen | Figurenbildstock Christus in der Rast HERIS-ID: 31400 Objekt-ID: 28346                                               | Amstettner Straße 6 Standort KG: Seitenstetten Markt | | BDA-Hist.: Q37942047 Status: § 2a Stand der BDA-Liste: 2025-06-30 Name: Figurenbildstock Christus in der Rast GstNr.: 12/13                                                                                               |
| ja   | Datei hochladen | Wohnhaus, ehem. Priesterseminar Marianum HERIS-ID: 35033 Objekt-ID: 33626                                            | Marktplatz 8 Standort KG: Seitenstetten Markt        | Ein dreigeschoßiges Bauwerk mit Walmdach und historistischer Fassade. | BDA-Hist.: Q37961243 Status: Bescheid Stand der BDA-Liste: 2025-06-30 Name: Wohnhaus, ehem. Priesterseminar Marianum GstNr.: 104/1                                                                                        |
| ja   | Datei hochladen | Bischöfliches Seminar HERIS-ID: 31393 Objekt-ID: 28339                                                               | Promenade 13 Standort KG: Seitenstetten Markt        | Ein zweigeschoßiger Bau mit Mansarddach und neobarocker Fassade, der von 1925 bis 1927 errichtet wurde. | BDA-Hist.: Q861649 Status: § 2a Stand der BDA-Liste: 2025-06-30 Name: Bischöfliches Seminar GstNr.: 270/1 Bildungszentrum St. Benedikt Seitenstetten                                                                      |
| ja   | Datei hochladen | Friedhofskapelle hl. Veit und Friedhof HERIS-ID: 31396 Objekt-ID: 28342                                              | Sankt Veit 1 Standort KG: Seitenstetten Markt        | Eine spätgotische Hallenkirche mit vorgestelltem Südturm, die in den Jahren 1500 bis 1507 errichtet wurde. Der Hochaltar aus dem Jahr 1789 ist ein Werk von J. Paumgartner. | BDA-Hist.: Q37942027 Status: § 2a Stand der BDA-Liste: 2025-06-30 Name: Friedhofskapelle hl. Veit und Friedhof GstNr.: 129, 130/1, 130/2 Friedhofskapelle hl. Veit und Friedhof Seitenstetten                             |
| ja   | Datei hochladen | Schachlkapelle HERIS-ID: 31402 Objekt-ID: 28348                                                                      | Treffling 3, südlich Standort KG: Seitenstetten Dorf | Ein neugotischer Rechteckbau aus dem Jahr 1894 mit steilen Satteldach und einer Maria-Lourdes-Statue im Inneren. | BDA-Hist.: Q37942067 Status: Bescheid Stand der BDA-Liste: 2025-06-30 Name: Schachlkapelle GstNr.: 1750/1 |
| ja   | Datei hochladen | Wohnhaus, ehem. Mesnerhaus HERIS-ID: 31397 Objekt-ID: 28343                                                          | Standort KG: Seitenstetten Markt                     | Ein zweigeschoßiger Bau mit Walmdach, der in den Jahren von 1679 bis 1681 errichtet wurde. | BDA-Hist.: Q37942036 Status: § 2a Stand der BDA-Liste: 2025-06-30 Name: Wohnhaus, ehem. Mesnerhaus GstNr.: 130/1 Wohnhaus, ehem. Mesnerhaus Seitenstetten                                                                 |

## Ehemalige Denkmäler
| Foto |                 | Denkmal                            | Standort                                       | Beschreibung | Metadaten |
| ---- | --------------- | ---------------------------------- | ---------------------------------------------- | --- | --- |
| ja   | Datei hochladen | Bildstock Objekt-ID: 28345bis 2013 | Schulgasse 15 Standort KG: Seitenstetten Markt | Anmerkung: Der ursprünglich in der Möbelhausstraße stehende Bildstock wurde beim Bau einer neuen Wohnhausanlage an den neuen Standort versetzt. | BDA-Hist.: Q106677199 Status: § 2a Stand der BDA-Liste: 2013-06-28 Name: Bildstock GstNr.: 84 Bildstock Seitenstetten |